# Pelliciera rhizophorae
Pelliciera rhizophorae là một loài thực vật có hoa trong họ Tetrameristaceae. Loài này được Planch. & Triana mô tả khoa học đầu tiên năm 1862.